# Damarasegler
Der Damarasegler (Apus bradfieldi) ist eine nur im Südwesten Afrikas vorkommende Art der Gattung Apus in der Familie der Segler. Der Damarasegler ähnelt dem Mauersegler, ist aber im Gegensatz zu diesem Standvogel.

## Beschreibung
Der eine Körperlänge von 18 Zentimetern aufweisende Damarasegler ist der blasseste Vertreter der recht einheitlich gefärbten Gattung. 
Sowohl die Ober- als auch die Unterseite des Körpers ist sehr gleichmäßig blass graubraun gefärbt, bis auf den zwar breiten, aber undeutlichen cremefarbenen Kehlfleck. Die Oberseite des Körpers wirkt blasser als die Flügelspitzen und der Schwanz. Die Unterseite ist sehr blass aber klar gezeichnet, die Federn haben eine schmale, aber deutliche braune Bänderung und weiße Fransen. Die Zeichnung ist an Brust und Bauch am deutlichsten.
Die Flügelunterseite ist typisch für die Gattung Apus, die Schwungfedern und größeren Deckfedern sind einheitlich und noch etwas blasser und gräulicher als der Körper. Das Muster entspricht dabei eher dem Fahlsegler als dem Mauersegler, da die mittleren Armdecken nur unwesentlich dunkler sind als die großen Armdecken und deshalb der dunkle Bereich auf die kleinen Deckfedern beschränkt ist.
Beide Geschlechter sehen gleich aus.

## Unterscheidung ähnlicher Arten
Der Fahlsegler kommt dem Damarasegler am nächsten, dieser wurde aber bisher so gut wie nie südlich des Äquators angetroffen, so dass der Mauersegler, der sich während des Winters auf der Nordhalbkugel auch im südwestlichen Teil Afrikas aufhält, die in der Praxis am schwierigsten zu unterscheidende Art sein dürfte. Der Damarasegler kann vermutlich am besten durch seine blassen, graubraunen Körperfedern unterschieden werden, die auf der Unterseite eine deutliche Zeichnung zeigen. Der kleinere und rundliche Kehlfleck des Mauerseglers hebt sich zudem deutlicher ab.

## Verbreitung und Wanderungen
Das Vorkommen des Damaraseglers ist auf den Südwesten Afrikas beschränkt. In Namibia findet man ihn in den höheren Lagen, einschließlich des Skeleton Coast Park. Zudem kommt er im Süden Namibias im Fish River Canyon vor, das nordwestliche Ende des Verbreitungsgebiets sind die angrenzenden Gebiete im Süden Angolas. Auch Südafrika schließt das Verbreitungsgebiet ein, in der Gegend um Kimberley ist der Damarasegler anzutreffen, in einigen Gebieten kommt er dabei gemeinsam mit dem Kapsegler vor.
In Gegenden mit günstigen Bedingungen ist er dabei recht häufig, in den zentralen Gebieten Namibias ist die Art der häufigste brütende Segler. Auch in der südafrikanischen Provinz Nordkap ist der Damarasegler relativ häufig, er brütet in zwei der fünf Big Holes.
Man geht davon aus, dass der Damarasegler im gesamten Verbreitungsgebiet Standvogel ist, auch wenn er im Anschluss an die Brutzeit ein ausgeprägtes nomadisches Verhalten bei der Nahrungssuche zeigt.